# De los Incas - Parque Chas
De los Incas - Parque Chas è una stazione della linea B della metropolitana di Buenos Aires.
Si trova sotto Avenida Triunvirato, nell'isolato compreso tra Avenida de los Incas e via Arismendi, al confine tra i barrios di Villa Ortúzar e Parque Chas.

## Storia
La stazione è stata inaugurata il 9 agosto 2003 dal capo del governo della Città di Buenos Aires Aníbal Ibarra, in occasione dell'apertura del segmento della linea B compreso tra Federico Lacroze e De los Incas - Parque Chas. Originariamente denominata De los Incas, fu ribattezzata con il nome attuale nel 2005, quando Parque Chas fu riconosciuto come quartiere ufficiale della Città di Buenos Aires.

## Interscambi
Nelle vicinanze della stazione effettuano fermata diverse linee di autobus urbani ed interurbani.
- Fermata autobus

## Servizi
La stazione dispone di:
- Accessibilità per portatori di handicap
- Ascensori
- Scale mobili
- Biglietteria a sportello
- Biglietteria automatica